# Chinese Canadian National Council
Chinese Canadian National Council (CNCC) of Conseil National des Canadiens Chinois is een raad voor Chinezen in Canada die rassendiscriminatie tegen Chinezen in Canada aan de kaak stelt en de nieuwe generatie Canadezen van Chinese afkomst onderwijst in hun culturele geschiedenis.
In 1980 werd de raad gesticht, na het incident in september 1979. Dit incident ontstond doordat de televisiemaatschappij CTV een programma uitbracht waarbij gezegd werd dat Canadese studenten van Chinese afkomst aan de universiteit ook buitenlanders waren, ondanks hun Canadese nationaliteit. De etnische Chinezen werden gezien als profiteurs van Canadese overheidsgeld. In het programma werden racistische opmerkingen gemaakt en dit zorgde voor veel woede onder Chinese Canadezen. Zij protesteerden tegen CTV en eisten verontschuldiging van de baas van CTV. In Toronto werd een bijeenkomst gehouden door enkele protesteerders en werd CCNC gesticht.
CCNC heeft sinds zijn bestaan hard ingezet tegen discriminatie tegen Chinese Canadezen. Het heeft ervoor gezorgd dat de Canadese staat zijn verontschuldiging bood voor het "Head Taxbeleid" tussen 1885 en 1923, waarbij Chinese migranten veel geld moesten betalen om het land binnen te komen.